# Regressive Aid
Regressive Aid fue una banda instrumental formado por Simeon Cain (batería), William Tucker (guitarra), y Andrew Weiss (bajo), con el mánager Tom Burka. Sim Cain y Andrew Weiss luego tocaron en Gone, una banda de punk rock instrumental y en Rollins Band. Durante los años de Regressive Aid tocaron frecuentemente en City Gardens, un club punk rock en Trenton, Nueva Jersey.
Luego se uniría el líder vocalista (Boy White) y se convirtió en una banda centrada en el punk, en lugar de las canciones jazzy-rock por Regressive Aid. Después de su terminación, los miembros de Regressive Aid se convertirían en colaboradores de la banda Ween. Los miembros también están vinculados con Rollins Band.

## Discografía
- Why Settle For Less When You Can Regress EP (Rhesus Records, 1981)
- Effects on Exposed People LP (Rhesus Records, 1983)